# Hudson (Massachusetts)
Hudson es un pueblo ubicado en el condado de Middlesex en el estado estadounidense de Massachusetts. En el Censo de 2010 tenía una población de 19.063 habitantes y una densidad poblacional de 620,28 personas por km².

## Geografía
Hudson se encuentra ubicado en las coordenadas 42°23′21″N 71°32′45″O / 42.38917, -71.54583. Según la Oficina del Censo de los Estados Unidos, Hudson tiene una superficie total de 30.73 km², de la cual 29.84 km² corresponden a tierra firme y (2.9%) 0.89 km² es agua.

## Demografía
Según el censo de 2010, había 19.063 personas residiendo en Hudson. La densidad de población era de 620,28 hab./km². De los 19.063 habitantes, Hudson estaba compuesto por el 91.66% blancos, el 1.52% eran afroamericanos, el 0.14% eran amerindios, el 2.26% eran asiáticos, el 0% eran isleños del Pacífico, el 2.32% eran de otras razas y el 2.1% pertenecían a dos o más razas. Del total de la población el 4.27% eran hispanos o latinos de cualquier raza.